# Thomas Murphy (IRA-Mitglied)
Thomas “Slab” Murphy (irisch Tomás Mac Murchaidh; * 26. August 1949 in Ballybinaby, Hackballscross, Grafschaft Louth, Irland) war mutmaßlich seit den 1970er Jahren ein führendes Mitglied der Provisional Irish Republican Army (IRA). Innerhalb der IRA soll er 1997 bis zum IRA-Stabschef (Chief of Staff), aufgestiegen sein.

## Leben
Er stammt aus dem dünnbesiedelten Grenzgebiet der irischen Grafschaft Louth zur nordirischen Grafschaft Armagh. Er besitzt dort einen Farmkomplex, der sich über beide Seiten der inneririschen Grenze erstreckt. Im Alter von 14 Jahren verließ er die örtliche Schule in Glasdrumman. Mit 19 Jahren übernahm er dann den Bauernhof seines Vaters Joseph, als dieser starb. 1986 errichtete die britische Armee in unmittelbarer Nähe zur Farm die zwei Wachtürme Golf Two Zero und Golf Three Zero, um den nördlichen Teil des Komplexes zu überwachen.
Den Spitznamen Slab (engl.: draufhauen) „erbten“ er und seine beiden Brüder Patrick und Francis von ihrem Vater. Später wurde nur noch ersterer mit ihm in Verbindung gebracht. Er und sein fünf Jahre älterer Bruder Patrick waren in den 1970er Jahren beide lokal-erfolgreiche Gaelic-Football-Spieler.

## Rolle innerhalb der IRA
Thomas Murphy trat Mitte der 1960er Jahre in die Irish Republican Army (IRA) ein. 1968 wurde er von den irischen Sicherheitskräften als Mitglied der IRA-Einheit von Inneskeen, Grafschaft Monaghan, geführt. Nach der 1969 erfolgten Spaltung der IRA in politischorientierte Officials und rein militaristische Provisionals, schloss er sich der später berühmt-berüchtigten Provisional IRA South Armagh Brigade an, welche sich bald als die Elite innerhalb der Organisation verstand. South Armagh hat einen der höchsten Anteile an katholischen Einwohnern in Nordirland und eine lange irisch-republikanische Tradition. Somit ist dieses republikanische Kernland eine Hochburg der IRA.
Es wird vermutet, dass er in den 1970er Jahren Kommandant der Brigade wurde. In diesem Zusammenhang bezeichnete ihn Toby Harnden (Exkorrespondent für den Daily Telegraph sowie Autor des Buches Bandit Country) als den Planer des Anschlags von Warrenpoint 1979, bei dem 18 britische Soldaten getötet wurden. Hierbei handelte es sich um den größten Verlust der British Army an Menschenleben durch einen einzelnen Anschlag während des Nordirlandkonflikts. Er bringt ihn außerdem mit dem am gleichen Tag stattgefundenen Anschlag auf Louis Mountbatten in Verbindung, bei dem Mountbatten und drei weitere Personen starben, darunter auch sein 14 Jahre alter Enkel Nicholas Knatchbull. In den 1980er Jahren soll Murphy in den meist siebenköpfigen IRA-Armeerat (Army Council), dem Führungsgremium der IRA, gewählt worden sein. Dort wurde er zum Befehlshaber des Northern Command berufen. Diese Division innerhalb der IRA war für alle Operationen in Nordirland und den fünf angrenzenden Grafschaften der Republik verantwortlich. Außerdem soll er als Mitglied des Armeerates die Waffenlieferungen aus Libyen mitorganisiert haben. Er stieg innerhalb des Armeerates bis an die Spitze auf, wo er zum Schluss die Position des Stabschefs innehatte. So wird der Vorsitzende dieses Gremiums und Oberbefehlshaber der IRA genannt. In den 1990er Jahren wurde Murphy vom britischen Inlandsgeheimdienst MI5 als die größte Gefahr für die innere Sicherheit des Vereinigten Königreichs angesehen. Er befahl 1993 den Bombenschlag von Bishopsgate, London sowie 1996 die Sprengstoffanschläge in den Londoner Docklands und Manchester.
Die britische Zeitung Sunday Times veröffentlichte schon im Jahr 1985 Vorwürfe, dass Murphy als Mitglied des Armeerates das Northern Command leite, und somit direkt für die Bombenkampagne in Nordirland verantwortlich sei sowie zuvor für einige Bombenanschläge der IRA auf dem englischen Festland, was er beides vehement bestritt. Er strengte deshalb 1987 in der Republik Irland einen langwierigen zivilrechtlichen Prozess wegen Verleumdung gegen das Blatt an, welchen er, u. a. aufgrund der Aussagen der ehemaligen IRA-Mitglieder Eamon Collins und Sean O’Callaghan sowie verschiedener Zoll-, Polizei- und Armeeangehöriger, nach 12 Jahren letztendlich verlor. Acht Monate später fand man Collins, der 1997 auch ein Buch über seine Tage als IRA-Mann veröffentlicht hatte, brutal ermordet auf einem verlassenen Feldweg nahe seiner Heimatstadt Newry.

## Ermittlungen
Seit mehreren Jahren ermittelt sowohl die britische als auch die irische Justiz gegen ihn. Es geht hierbei jedoch nicht um seine paramilitärischen Aktivitäten, sondern um Schmuggel. Es wird ihm vorgeworfen, Vieh, Zigaretten sowie vor allem Treibstoff über die inner-irische Grenze geschmuggelt zu haben. Dies würde begünstigt durch die Lage seines Anwesens, das direkt an der inner-irischen Grenze liegt.
Das Interesse der Behörden gilt dem millionenschweren Firmengeflecht, das Murphy zusammen mit seinen Brüdern führt, insbesondere der Firma ACE Oils Ltd. Am 9. März des Jahres 2006 wurde seine Farm in einer grenzübergreifenden Aktion umstellt und durchsucht. An dieser Operation nahmen sowohl der PSNI aus Nordirland wie auch die Gardaí aus der irischen Republik teil sowie Zollbeamte und Armeeangehörige beider Länder. Es wurden große Mengen an Diesel, Bargeld und Schecks sichergestellt. Inzwischen wurden seine Konten gesperrt, das irische Criminal Assets Bureau (CAB) beschlagnahmte Vermögenswerte von mehr als 900.000 Euro.
Das britische Gegenstück dieser Behörde, die Assets Recovery Agency (ARA), untersuchte bereits im Jahr 2005 Murphys geschäftliche Aktivitäten in Nordengland, wobei hunderte Grundstücke und Büroräume im Raum Manchester durchsucht wurden. Dabei wurde Verdachtsmomenten nachgegangen, dass die IRA in Großbritannien in Immobiliengeschäfte investiert hat.

## Verhaftung
Am 8. November 2007 wurde Murphy in Dundalk von irischen Polizeibeamten verhaftet. Formell wurde ihm zur Last gelegt, in den Jahren 1996 bis 2004 keine Steuererklärung abgegeben zu haben. Er wurde einem Haftrichter vorgeführt, kam jedoch nach Zahlung einer Kaution von 80.000 € wieder frei. Obwohl Murphy seit Jahren unter Beobachtung der Polizei steht, ist er bislang ohne Vorstrafen geblieben.